# شعار زامبيا
اعتُمد شعار زامبيا رسميا في يوم 24 تشرين الأول - أكتوبر من سنة 1964 م.

## شعارات سابقة

شعار رودسيا الشمالية الذي كان مستخدما مابين عامي 1923 - 1953.
شعار اتحاد رودسيا ونياسلاند الذي كان مستخدما مابين عامي 1953 - 1963.